# Combretum cinereopetalum
Combretum cinereopetalum är en tvåhjärtbladig växtart som beskrevs av Adolf Engler och Diels. Combretum cinereopetalum ingår i släktet Combretum och familjen Combretaceae. Inga underarter finns listade i Catalogue of Life.